# Balbino
Décimo Célio Calvino Balbino (em latim: Decimus Caelius Calvinus Balbinus; c. 165 — Roma, 29 de julho de 238 (73 anos)) foi cônsul e coimperador de Pupieno, no ano 238, ano dos seis imperadores.

## Biografia

### Origens e carreira
Não se sabe muita informação sobre Balbino sobre o período anterior à ascensão ao trono imperial. Supõe-se que descende de Publio Celio Balbino Vibullo Pio, cônsul ordinário em 137. Patrício de nascimento, era filho natural ou adotivo de Célio Calvino, vinculado na Capadócia em 184.
Segundo Herodiano, Balbino tinha sido governador de províncias, mas a lista das sete províncias contida na Historia Augusta, bem como o proconsulado da Ásia e África relatado pela mesma fonte, é provavelmente falso.
Foi cônsul duas vezes: a primeira missão foi como cônsul suffectus, provavelmente por volta de 200; o segundo foi o consulado ordinário com Caracala em 213, o que torna plausível que Balbino tenha gozado do favor do imperador.

### Reino
Quando Gordiano I e Gordiano II foram proclamados imperadores na África, o Senado Romano nomeou uma comissão de vinte homens, incluindo Balbino, para coordenar ações contra o imperador reinante Maximino Trácio. Ao ouvir a notícia da derrota e morte dos górdios nas mãos de um governador leal a Massimino, Capeliano, o Senado elegeu Balbino e Marco Clódio Pupieno Máximo imperadores. Os senadores, reunidos no Templo de Júpiter Capitolino, foram atacados pela multidão, que exigia a eleição ao trono de um parente dos górdios; depois de tentarem sem sucesso deixar o templo com uma escolta armada, os dois imperadores elevaram o jovem Gordiano III, neto de Gordiano I ao posto de césar.
Na época, Balbino tinha cerca de sessenta anos: ser um senador idoso, rico e com o devido conhecimento o libertou do caminho para o trono imperial. Enquanto os exércitos foram confiados a Pupieno, mais experiente militarmente; ele, portanto, imediatamente partiu para Ravena para encontrar Maximino que veio do norte, Balbino permaneceu em Roma. Aqui a situação tornou-se muito difícil quando dois soldados foram mortos no Senado pelos senadores Gallicano e Mecenate. O povo se alinhou contra a própria guarda pretoriana, que pouco depois a massacrou, tanto que grande parte da cidade foi incendiada. Com a morte de Maximino a multidão aplaudiu, tendo recebido as cabeças do tirano e seu filho, reunidos no Circo Máximo, para agradecer o novo co-Augusto Balbino.
 

Fontes dizem que, após seu retorno da bem-sucedida campanha contra Maximino, Pupieno começou a suspeitar que Balbino queria se livrar dele e, pouco depois, passaram a morar em diferentes partes do palácio imperial. A Guarda Pretoriana estava insatisfeita com os dois senadores; os pretorianos também temiam ser dissolvidos e substituídos pela guarda germânica de Pupieno: decidiram então atacar o palácio e derrubar os imperadores. Pupieno tentou convencer Balbino a recorrer à guarda germânica, mas Balbino, desconfiado, recusou, suspeitando de uma armadilha; seguiu-se uma violenta altercação, interrompida apenas pela chegada dos pretorianos, que levaram os dois imperadores ao seu acampamento e os mataram, proclamando Gordiano III Augusto.